# دزموند بان
دزموند بان (انگلیسی: Desmond Bane؛ زادهٔ ۲۵ ژوئن ۱۹۹۷) بازیکن بسکتبال اهل ایالات متحده آمریکا است.